# Paul von Mühlenfels
Paul Georg Max von Mühlenfels (* 15. Juni 1892 in Stralsund; † 23. Mai 1958 in Hamburg) war ein deutscher Generalmajor der Wehrmacht. Er war der erste und neben Peter-Paul Petersen einer von nur zwei Offizieren der Kraftfahrparktruppe der Wehrmacht, welcher einen Generalsdienstgrad erreichte.

## Leben

### Herkunft
Paul entstammte der II. Linie des Adelsgeschlechts von Mühlenfels. Er war das zweite von vier Kindern des Gutsbesitzers Friedrich Wilhelm von Mühlenfels (1846–1899) und dessen Ehefrau Helene, geborene Wetzel (1862–1944). Er selbst war mit Hanny Jungmann aus Warnemünde verheiratet und hat keine Nachfahren.

### Militärkarriere
Mühlenfels trat am 21. Mai 1912 als Fahnenjunker in das Füsilier-Regiment „Königin“ (Schleswig-Holsteinisches) Nr. 86 der Preußischen Armee ein und avancierte bis Mitte Dezember 1913 zum Leutnant. Als solcher nahm er am Ersten Weltkrieg teil, wurde mit Patent vom 18. Oktober 1918 zum Oberleutnant befördert und für sein Wirken mit dem Eisernen Kreuz II. Klasse sowie dem Verwundetenabzeichen in Schwarz ausgezeichnet.
Nach dem Krieg wurde er in die Reichswehr übernommen. Am 1. Februar 1928 zum Hauptmann befördert, war er 1930 Chef der 1. Kompanie der 2. (Preußische) Kraftfahr-Abteilung in Stettin. Ab 1. August 1934 war er einziger Kommandeur der Versuchsabteilung für Heeresmotorisierung an der Panzertruppenschule Wünsdorf. In dieser Position wurde er erst in die Wehrmacht übernommen und am 1. August 1937 zum Oberstleutnant befördert. Die Versuchsabteilung wurde im September 1939 erst Kraftfahr-Lehr- und Versuchsabteilung unter seinem Kommando und dann in eine eigene Schule überführt. Während des Zweiten Weltkriegs war Mühlenfels ab 7. Februar 1940 bis 1. November 1942 als Oberst Kommandeur dieser neu aufgestellten Schule für Heeresmotorisierung in Wünsdorf. Anschließend wurde er Kommandeur der neu im Wehrkreis IV aufgestellten Kraftfahrparktruppen IV in Dresden. Am 1. Dezember 1943 übernahm er das Kommando über die Kraftfahrparktruppen XXII in Krakau. Hier erfolgte am 1. März 1944 mit der Einrichtung des Offizierskorps der Kraftfahrparktruppe (Kfp) seine Überführung zu diesem Truppenteil. Er erhielt mit dem 1. August 1940 ein neues Rangdienstalter. Mitte November 1944 wurde er Höherer Kommandeur der Kraftfahrparktruppe beim Oberbefehlshaber West. Am 1. April 1945 wurde er zum Generalmajor (Kfp) befördert.